# Bogoslovno semenišče Germanicum

Bogoslovno semenišče Germanicum   (lat.  Collegium Germanicum et Hungaricum) ali enostavno Collegium Germanicum je  semenišče za nemško govoreče duhovnike Rimskokatoliške cerkve v Rimu, ustanovljeno leta 1552. Od leta 1580 je njegovo polno ime Pontificium Collegium Germanicum et Hungaricum de Urbe .

## Zgodovina
Bogoslovno semenišče Germanicum je ustanovil 31. avgusta 1552  Papež Julij III. s  papeško bulo Dum sollicita. Kardinal Giovanni Morone in sveti Ignacij Lojolski sta najzaslužnejša za njegovo ustanovitev, ki ga je formalno odprl sv. Ignacij 28. oktobra istega leta. Vodenje semenišča je bilo zaupano jezuitom.  Poleg semenišča Almo Collegio Capranica, je to najstarejše semenišče v Rimu. Pobudnika za ustanovitev sta bila kardinal Giovanni Morone in Ignacij Lojolski. Papež Julij III. je idejo podprl in obljubil pomoč, vendar je kljub temu semenišče imelo finančne težave. Prve študente je sprejelo že novembra 1552. 
Uprava je bila zaupana odboru šestih kardinalov zaščitnikov, ki so odločili, da morajo semeniščniki nositi rdeče plašče, in posledično so jih meščani imenovali gamberi cotti (kuhani škampi). Prvo leto so bila predavanja v samem semenišču, v jeseni 1553 pa je sv. Ignacij ustanovil šole za filozofijo in teologijo na Papeški univerzi Gregoriani. Predpisal je prva pravila za semenišče, ki so služila za vzor drugim podobnim institucijam. Da bi inštituciji postavili trdnejše temelje, je bilo odločeno, da se sprejme semeniščnike proti plačilu ne glede na narodnost. 20 nemških duhovnikov ali več je bilo sprejetih brezplačno in so predstavljali posebno skupino.  V kratkem času so sprejeli 200 stanujočih študentov, ki so pripadali »cvetu evropskega plemstva«. Tako je bilo do 1573. Papež Pij V., je v semenišče nastanil 20 svojih sorodnikov, tako da so skoraj iztisnili »uboge Nemce«. Papež Gregor XIII., se pravzaprav lahko šteje za pravega ustanovitelja semenišča. Sekularni oddelek  je premestil v  Rimsko semenišče (Seminario Romano) in združil semenišče z opatijo S. Saba all' Aventino in vso njegovo posestjo, tako na Via Portuense kot tudi na jezeru Bracciano. K semenišču je priključil tudi opatijo Fonte Avellana v pokrajini Marche, Sv. Cristina, in  Lodiveccio v Lombardiji.
Semenišče je svojo lokacijo zamenjalo petkrat. Leta 1574 mu je  Papež Gregor XIII. dodelil Palačo  Sv. Apolinarja in  Papeško Univerzo Svetega križa). 
Medtem je bilo leta 1578 ustanovljeno  Madžarsko semenišče, po zaslugi še enega jezuita, Stephan Szántó-ja, ki je dobil zanj cerkev in konvent S. Stefano Rotondo na Caelianskem griču, ter St. Stefanino za Baziliko svetega Petra. Leta  1580 je  Papež Gregor XIII. združil Semenišče Germanicum z Madžarskim Semeniščem  in od takrat se imenuje Pontificium Collegium Germanicum et Hungaricum de Urbe, ali skrajšano Collegium Germanicum et Hungaricum. Običajno šteje okoli 100 študentov.  V 18. stoletju je semenišče postopno postalo aristokratsko. Papež Benedikt XIV.  je pričel leta 1742 graditi novo cerkev Sv. Apolinerja ob kateri je bila zgrajena nova palača.  Semenišče je moralo svoja vrata zapreti leta 1798 zaradi političnih razlogov. Ponovno ga je odprl  Papež Pij VII.  v letu 1818.
Leta 1851 je bil bivalni del prenešen v Palačo Borromeo na  Via del Seminario kjer je ostal do 1886. V letu 1873, ko je bil Jezuitom odvzet Collegio Romano, je Semenišče Germanicum našlo dom pri Gregorijanski Univerzi. Leta 1886 je bil nameščen v Hotelu Costanzi na ulici Via S. Nicola da Tolentino.